# تنمية ريفية

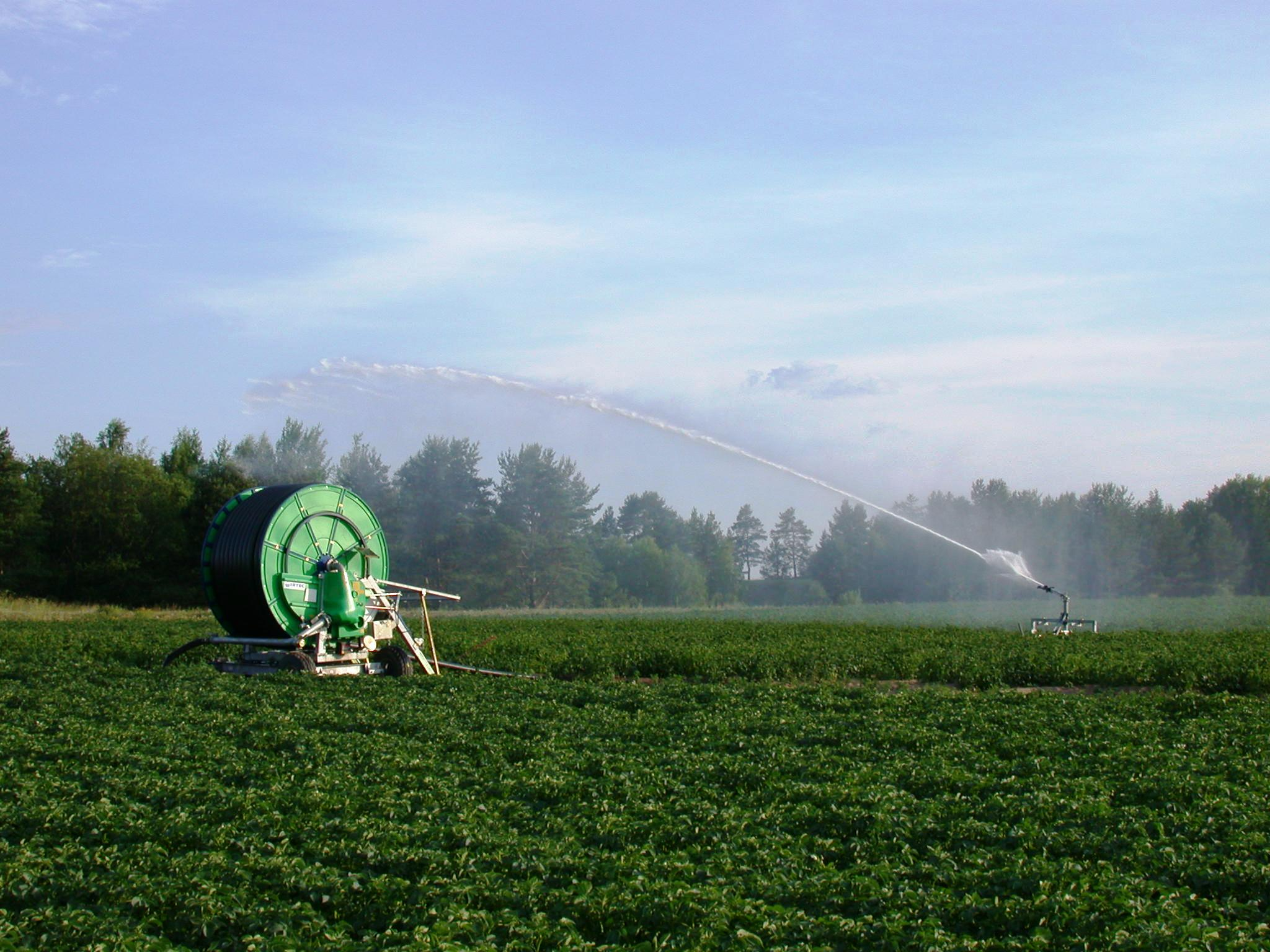

التنمية الريفية عموما تشير إلى عملية تحسين نوعية الحياة والرفاهية الاقتصادية للناس الذين يعيشون في مناطق معزولة نسبيا وقليلة السكان. التنمية الريفية وتتركز تقليديا على استغلال الأراضي كثيفة الموارد الطبيعية مثل الزراعة والرعي. ومع ذلك، تغيرت شبكات الإنتاج العالمية والتحضر زيادة( الحرف المهنيه) في المناطق الريفية. حلت السياحة على نحو متزايد، مصنعين المتخصصة، والترفيه استخراج الموارد والزراعة والدوافع الاقتصادية المهيمنة. قد خلق الحاجة إلى المجتمعات الريفية في التنمية نهج من منظور أوسع ومزيد من التركيز على مجموعة واسعة من أهداف التنمية بدلا من خلق مجرد حافز بالنسبة للشركات القائمة على الزراعة أو الموارد. والتعليم، وتنظيم المشاريع، والبنية التحتية المادية، والبنية التحتية الاجتماعية تلعب كلها دورا هاما في تنمية المناطق الريفية. كما تتميز التنمية الريفية من خلال التركيز على المنتج محليا استراتيجيات التنمية الاقتصادية. وعلى النقيض من المناطق الحضرية، والتي لها العديد من أوجه الشبه، والمناطق الريفية هي مميزة جدا من بعضها البعض. لهذا السبب هناك مجموعة كبيرة ومتنوعة من أساليب التنمية الريفية المستخدمة عالميا.

## التنمية الريفيه
إجراءات التنمية الريفية بشكل رئيسي، ومعظمها لهدف التنمية الاجتماعية والتنمية الاقتصادية في المناطق الريفية. برامج التنمية الريفية وعادة ما تكون من أعلى إلى أسفل من محلي أو إقليمي السلطات، وكالات التنمية الإقليمية، المنظمات غير الحكومية، والحكومات الوطنية أو التنمية الدولية المنظمات. ولكن بعد ذلك يمكن للسكان المحليين جلب المبادرات المحلية للتنمية . ولا يقتصر هذا المصطلح على القضايا المطروحة للبلدان النامية . في الواقع العديد من الدول المتقدمة لديها انشطة في المناطق الريفية بهدف تطوير programs.The الرئيسية لسياسة الحكومة في المناطق الريفية هو تطوير القرى غير المطورة.
التنمية الريفية تهدف إلى إيجاد السبل لتحسين الحياة الريفية بمشاركة سكان الريف أنفسهم وذلك لتلبية الحاجة المطلوبة من المناطق الريفية. قد لا يفهم غريب الثقافة واللغة وغيرها من الامور السائدة في المنطقة المحلية. كما الناس أنفسهم في المشاركة في التنمية الريفية المستدامة الخاصة بهم. في البلدان النامية مثل نيبال والهند تجري متابعة نهج التنمية المتكاملة . هناك الكثير من النهج والأفكار قد وضعت وتتم متابعتها، على سبيل المثال، من أسفل إلى أعلى النهج، PRA - التقييم الريفي التشاركي، جيش رحانوين للمقاومة - التقييم الريفي السريع الخ.

## وكالات التنمية الريفية
- برامج الآغا خان التنمية الريفية
- المركز التقني للتعاون الزراعي والريفي الهادئ والاتحاد الأوروبي (CTA) الزراعية والريفية معلومات مزود
- في المناطق الريفية تحسن (RD) وكالة من وزارة الزراعة في الولايات المتحدة ( وزارة الزراعة الأميركية RD )
- مجلس التنمية الريفية (RDC) من أيرلندا الشمالية
- الصندوق الزراعي الأوروبي للتنمية الريفية (EAFRD)
- برامج التنمية الريفية في باكستان
- مؤسسة جورج، الهند
- التنمية الزراعية ومجتمع والتدريب، الهند
- قرية الأرض: اتحاد من أجل التنمية المستدامة المستندة إلى قرية
- معهد تيبيراري، أيرلندا
- أسجيسا الكاب الشرقية، وجنوب أفريقيا وكالة التنمية الريفية
- أذربيجان مشروع الاستثمار في المناطق الريفية في أذربيجان

## جيندال جائزة
وضعت مؤسسة سيتارام جيندال بالهند جائزة جيندال للتنمية الريفية لتخفيف وطأة الفقر. وهو واحد من فئة من الفئات الخمس. وسيتم منح الجائزة لهؤلاء الأفراد أو المنظمات التي تقدم خدمة كبيرة لتحقيق التنمية الريفية وتخفيف حدة الفقر من دون أي ارباح. جوائز تصل الي منح مليار روبية سنويا لكل فئة.

## وصلات خارجية
- تحويل الاقتصاد الريفي غير الزراعي: الفرص والتهديدات في العالم النامي المصحح Haggblade ستيفن، بيتر هازل غرفة واحدة، وتوماس ريردون (2007)، مطبعة جامعة جونز هوبكنز
- سي ان ان - بالنسبة للمرأة الريفية، الأرض تعني الأمل، ومؤسسة جورج
- البحوث حول الزراعة والتنمية الريفية من معهد التنمية فيما وراء البحار
- الشبكة الأوروبية للتنمية الريفية